# Biserica Sfântul Nicolae din Năsăud
Biserica „Sfântul Nicolae” din Năsăud este un monument istoric și de arhitectură situat în centrul orașului Năsăud. Lăcașul de cult greco-catolic a fost ridicat prin efortul vicarului foraneu Grigore Moisil și sfințit de episcopul de Gherla,  Dr. Ioan Sabo, în data de 19 octombrie 1884.

## Istoric
Între protopopii (totodată și vicari foranei) care au slujit în acest lăcaș s-au numărat Ioan Para (1744-1809), Ioan Halmagyi, Macedon Pop (1809 - 1873),  Ioan Nemeș, Ioan Marian, Ciril Deac (1848-1909), Ion Nășcuțiu (1849-1928), Alexandru Haliță (1862-1934), Ștefan Buzilă (1865-1944), Gavril Bichigean (1891-1948), și Simion Pop (1882-1983). Vicariatul Rodnei avea în perioada interbelică în subordinea sa 42 de parohii.
În data de 27 octombrie 1948, în contextul interzicerii Bisericii Române Unite cu Roma, vicarul foraneu și protopop al Năsăudului, Pr. Simion Pop (1882-1983) a fost arestat, anchetat la Securitatea din Bistrița și închis la Aiud. Lăcașul este folosit de atunci de Biserica Ortodoxă Română.

## Imagini

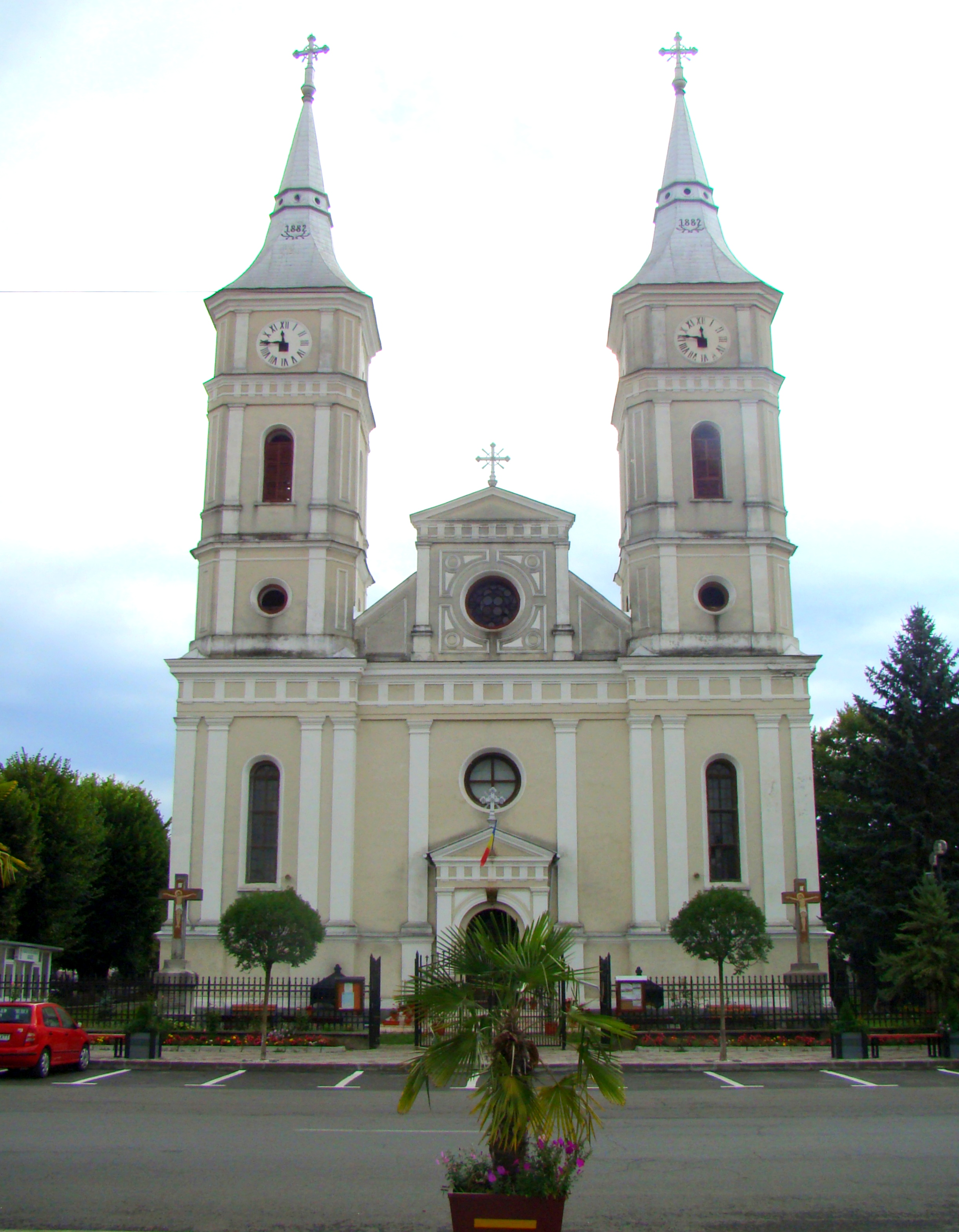
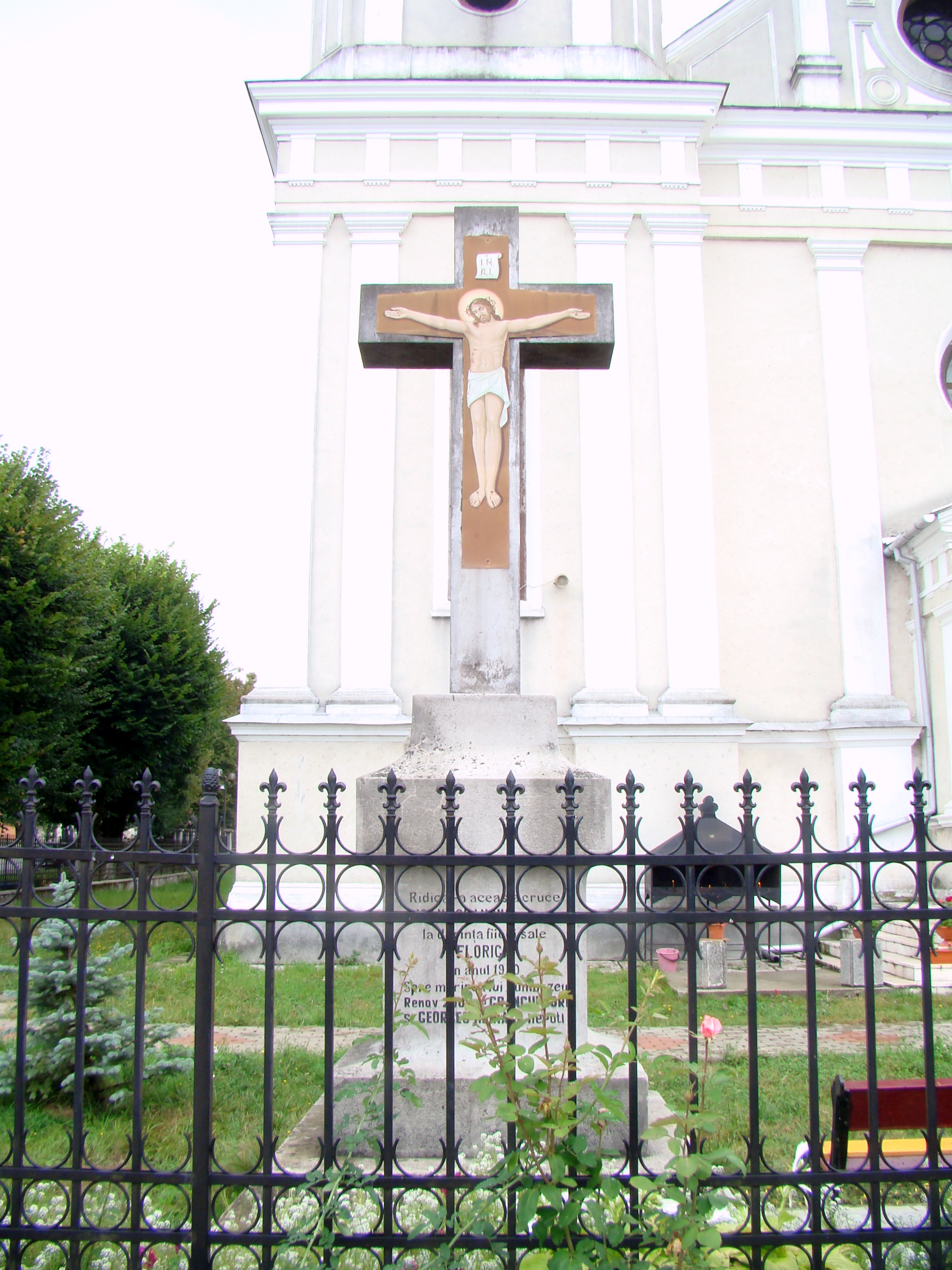
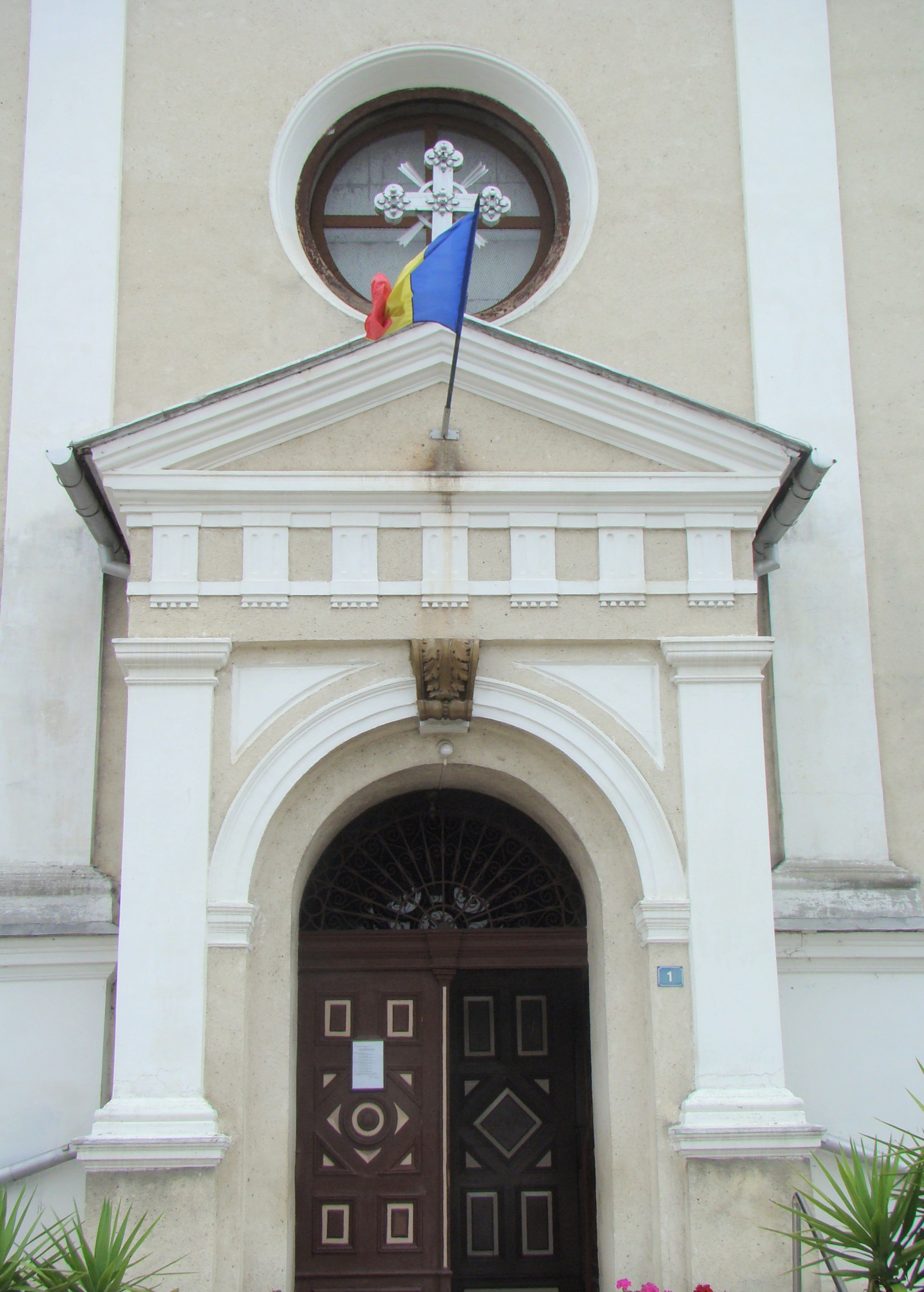
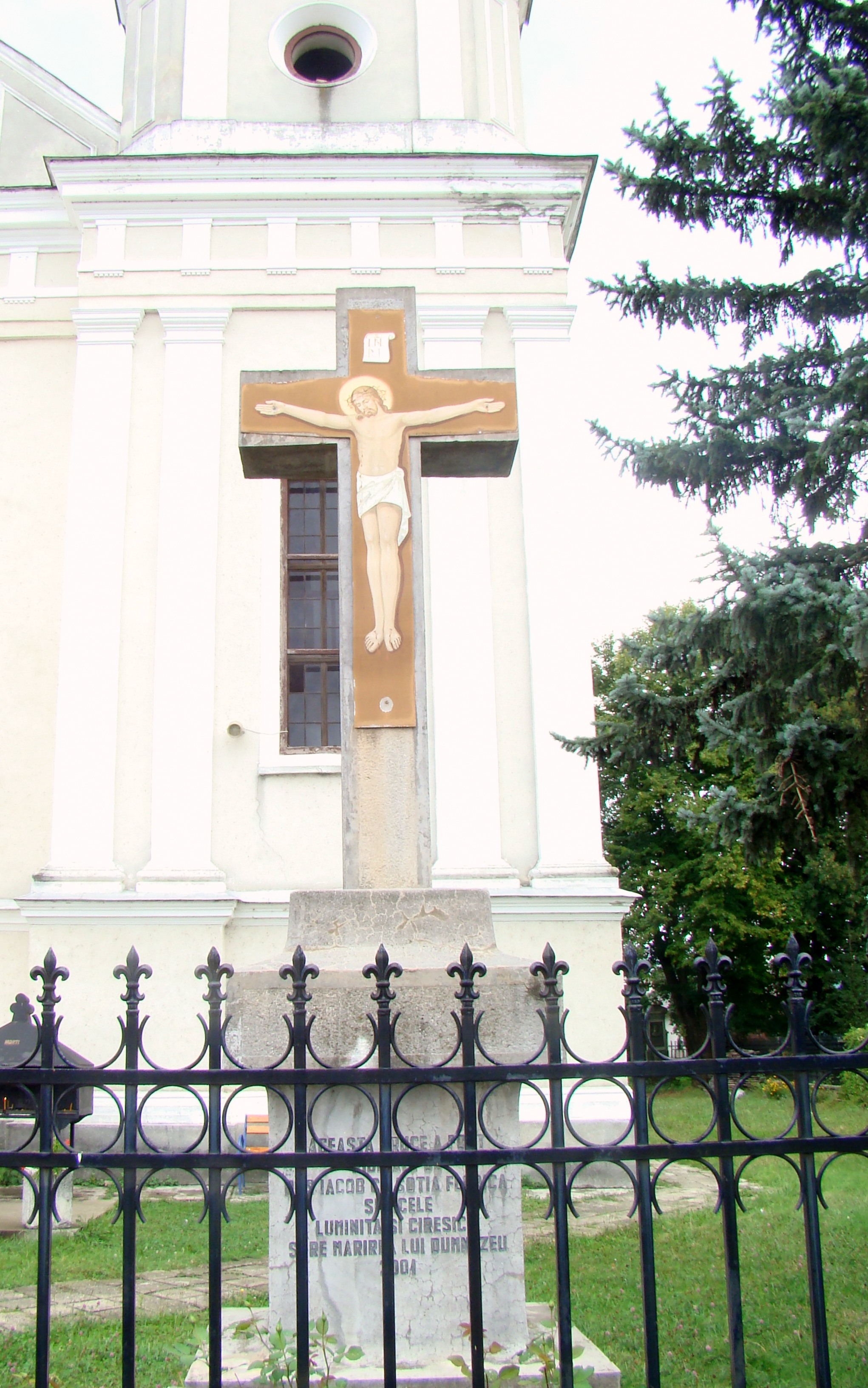
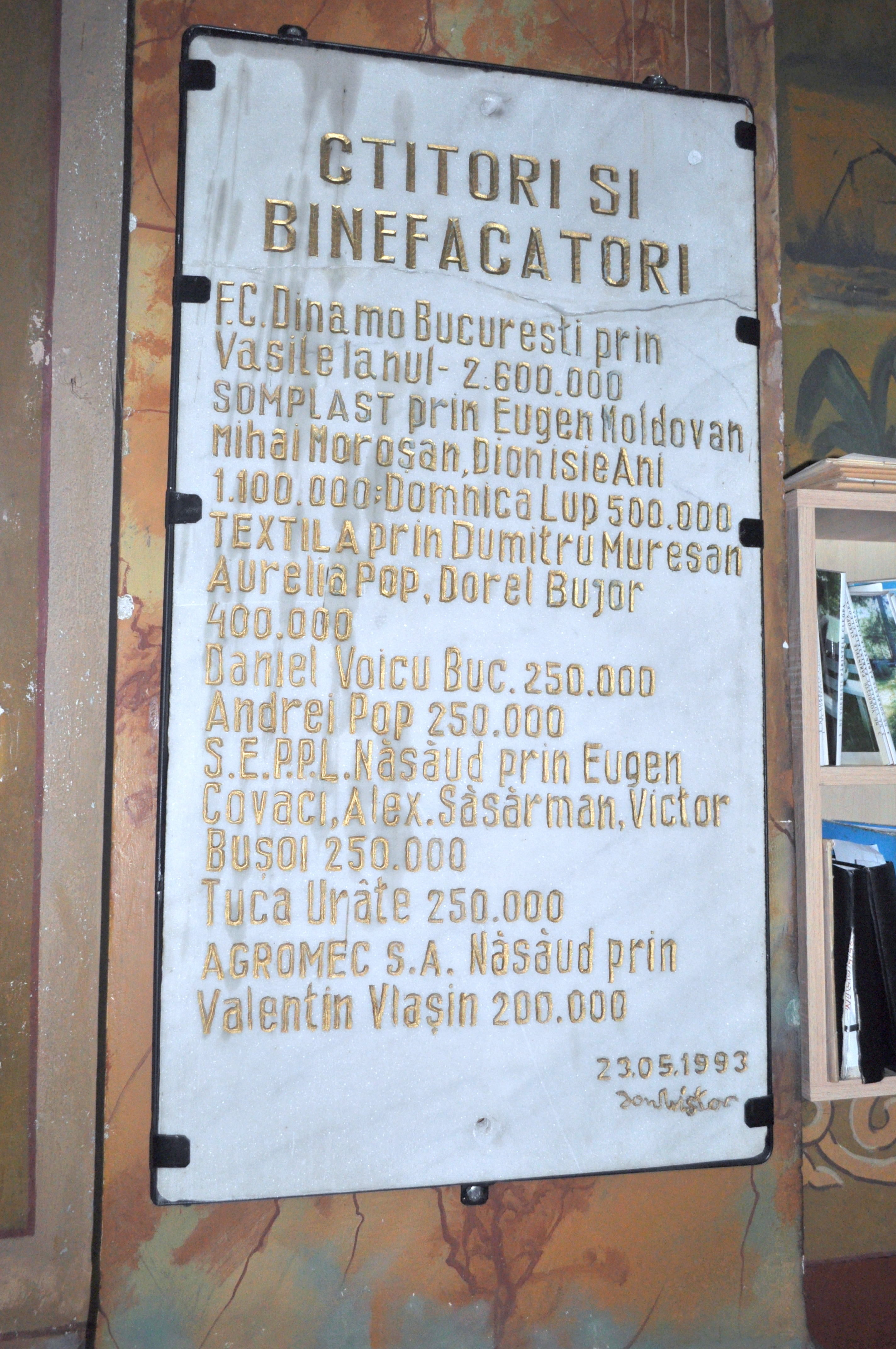
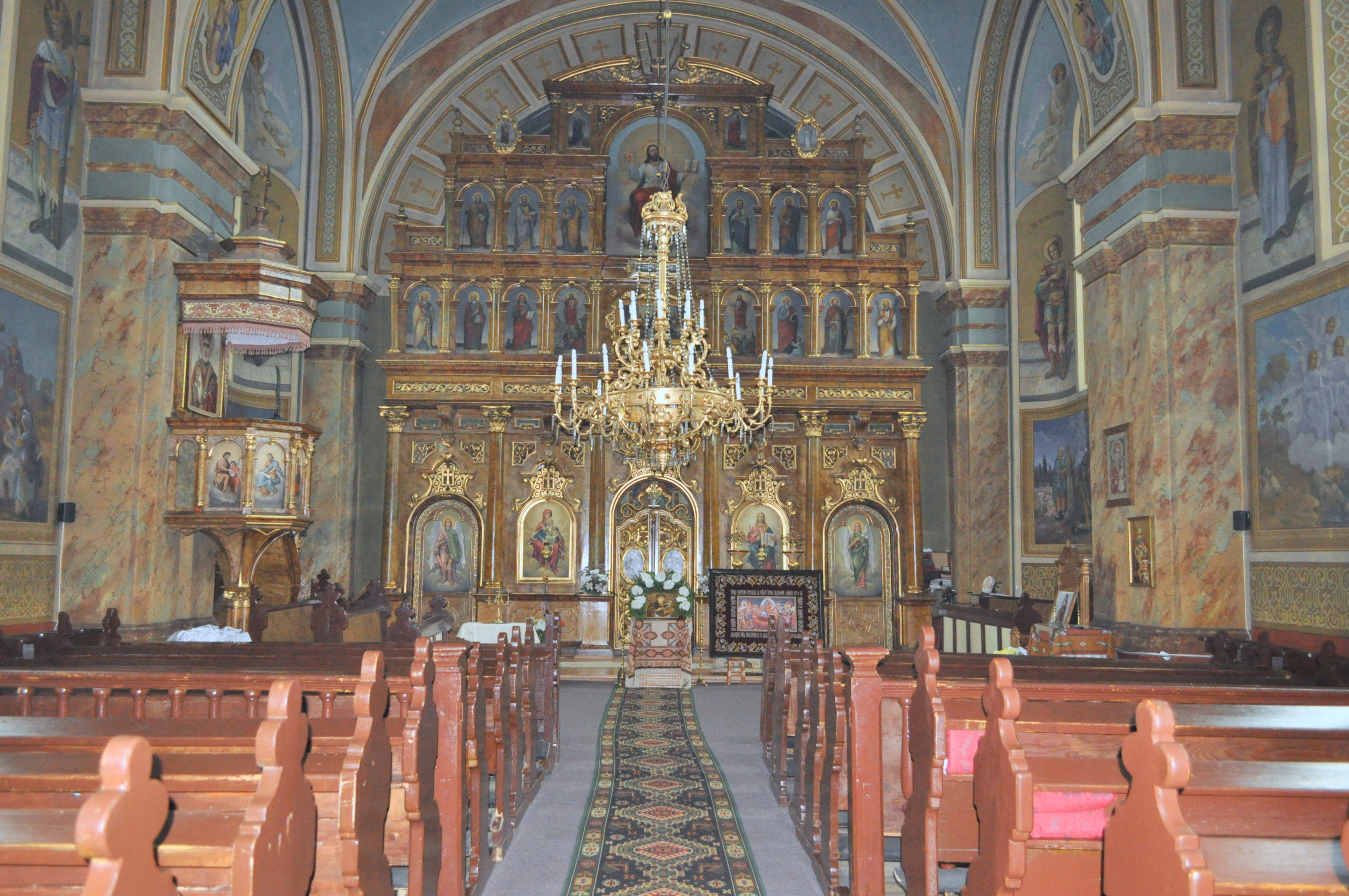
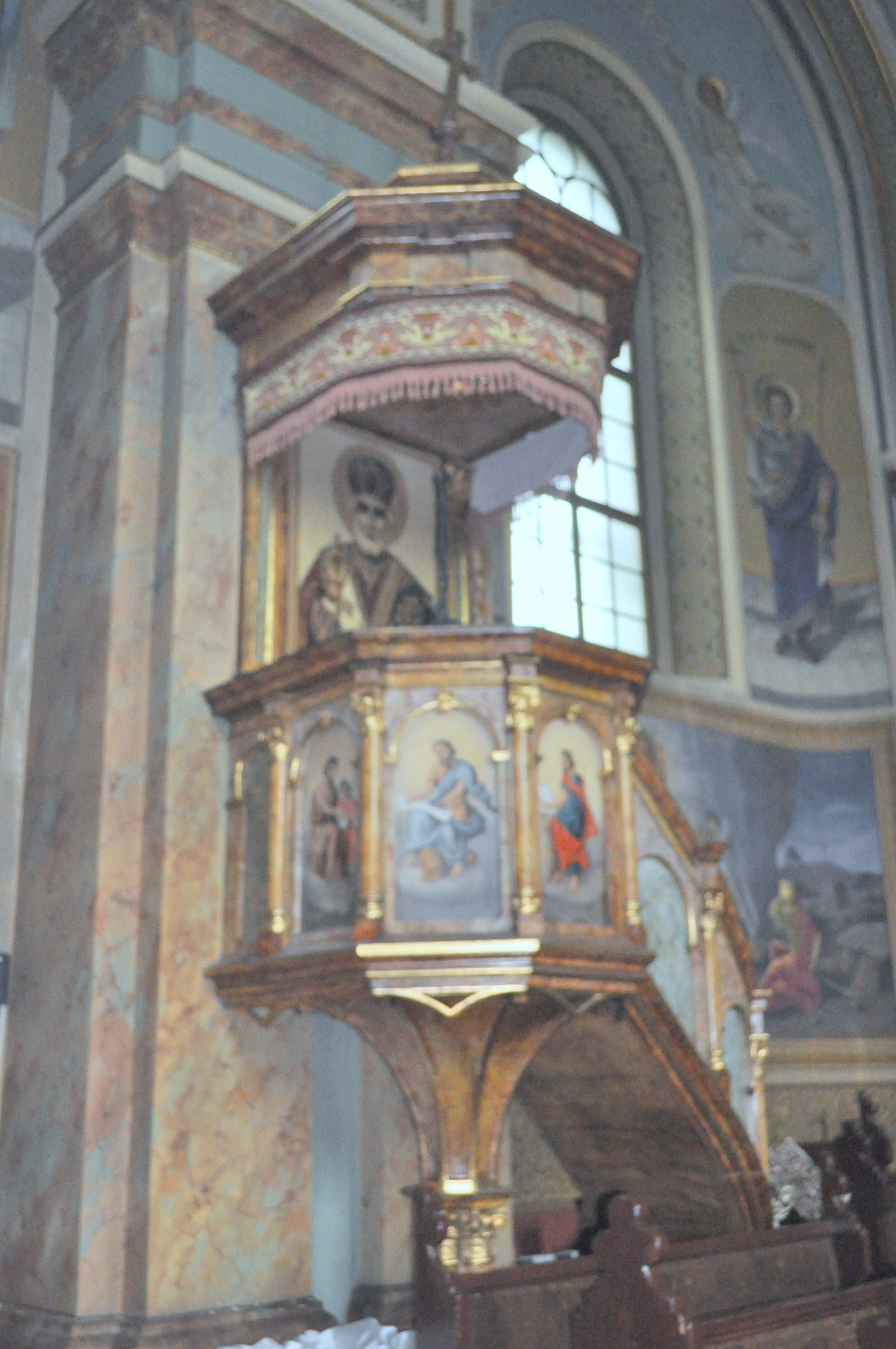
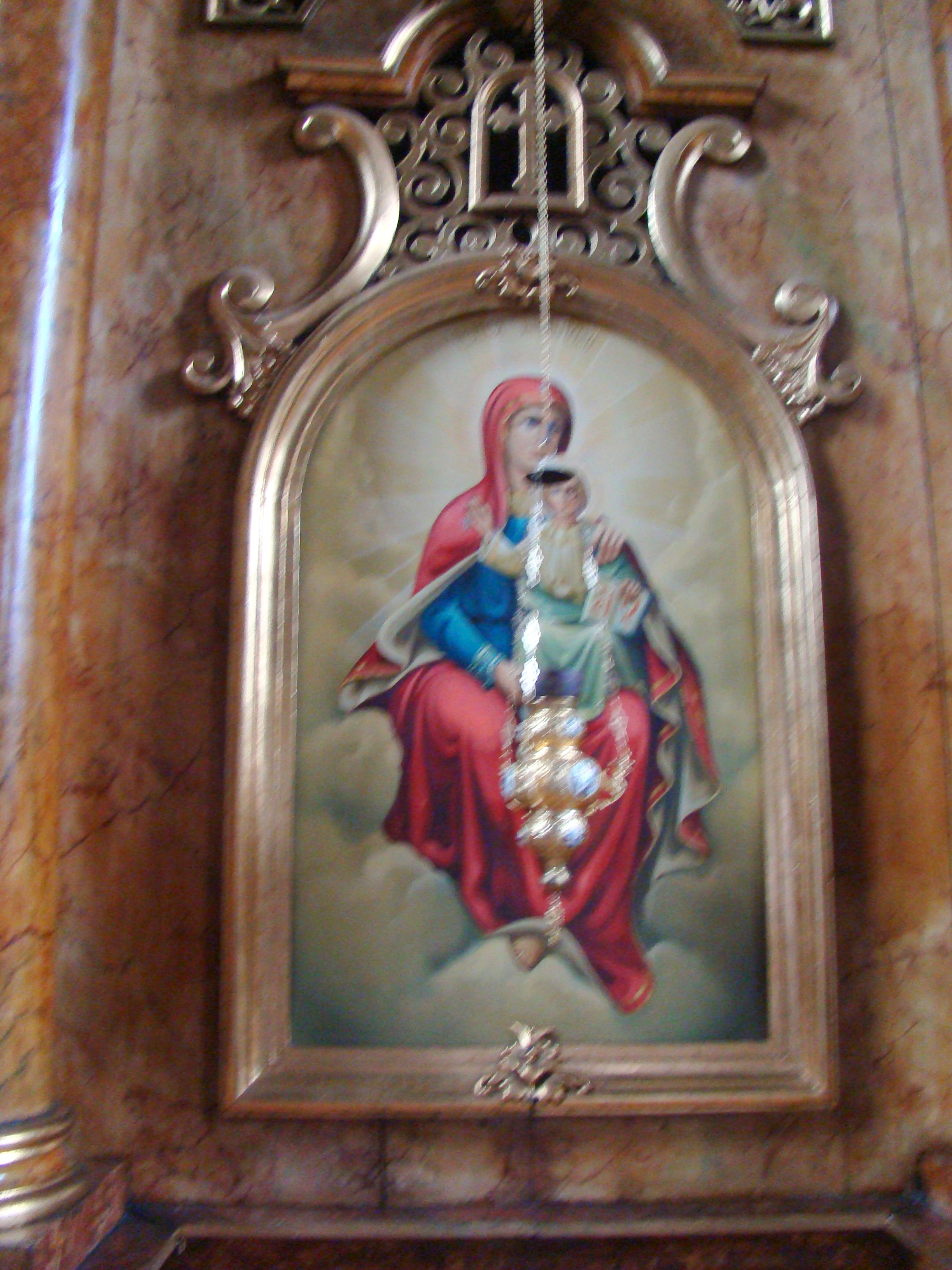
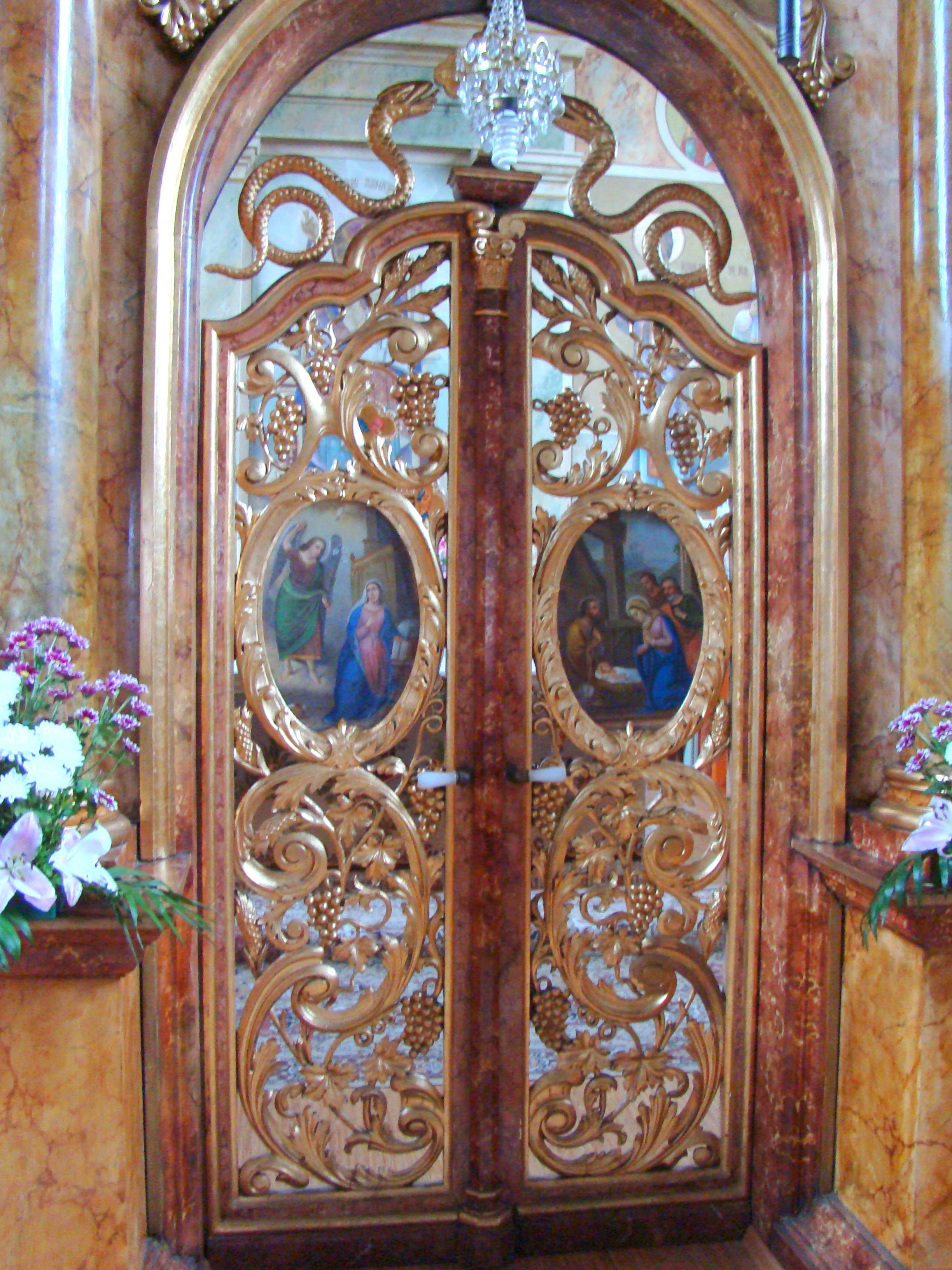
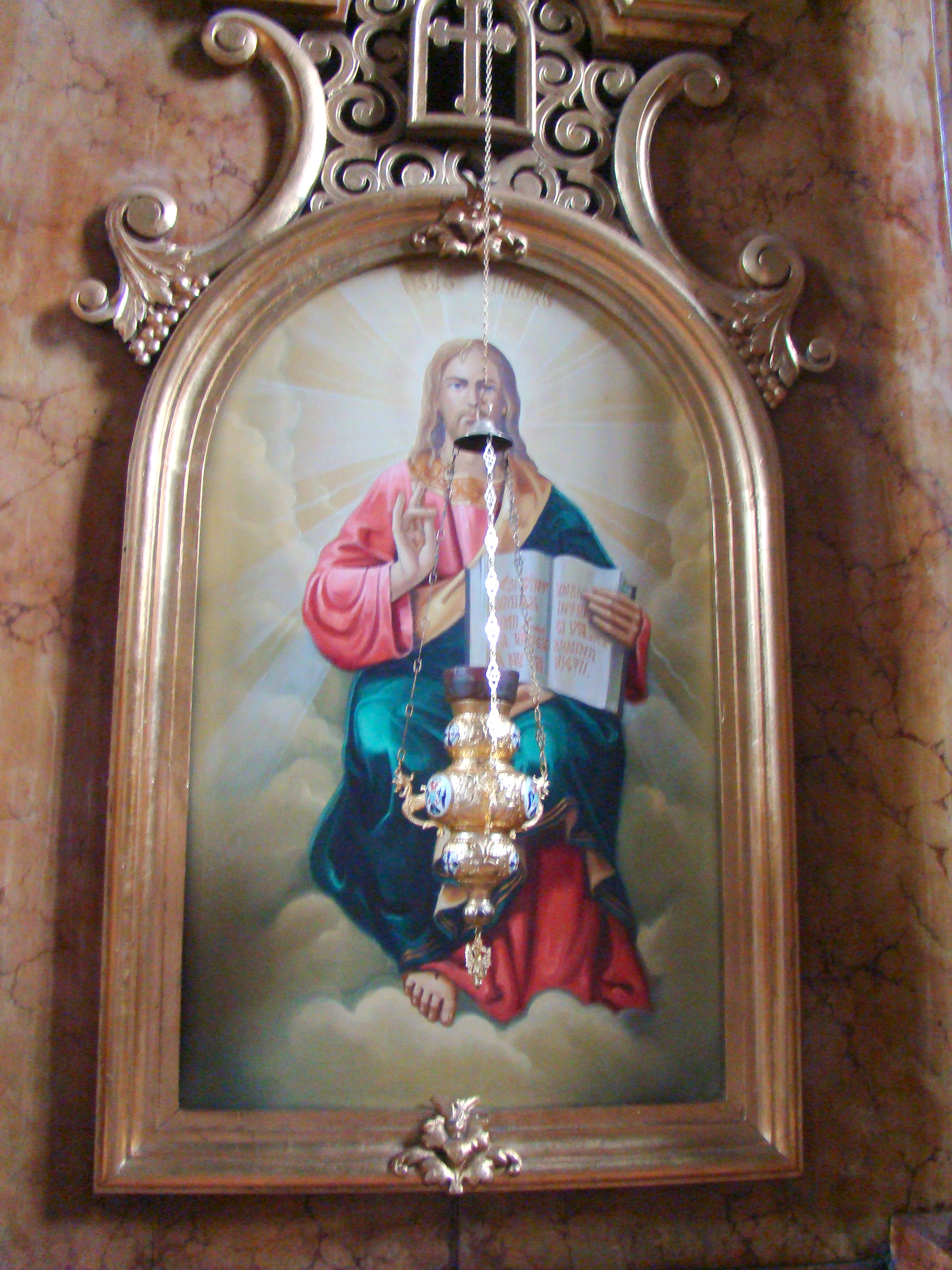
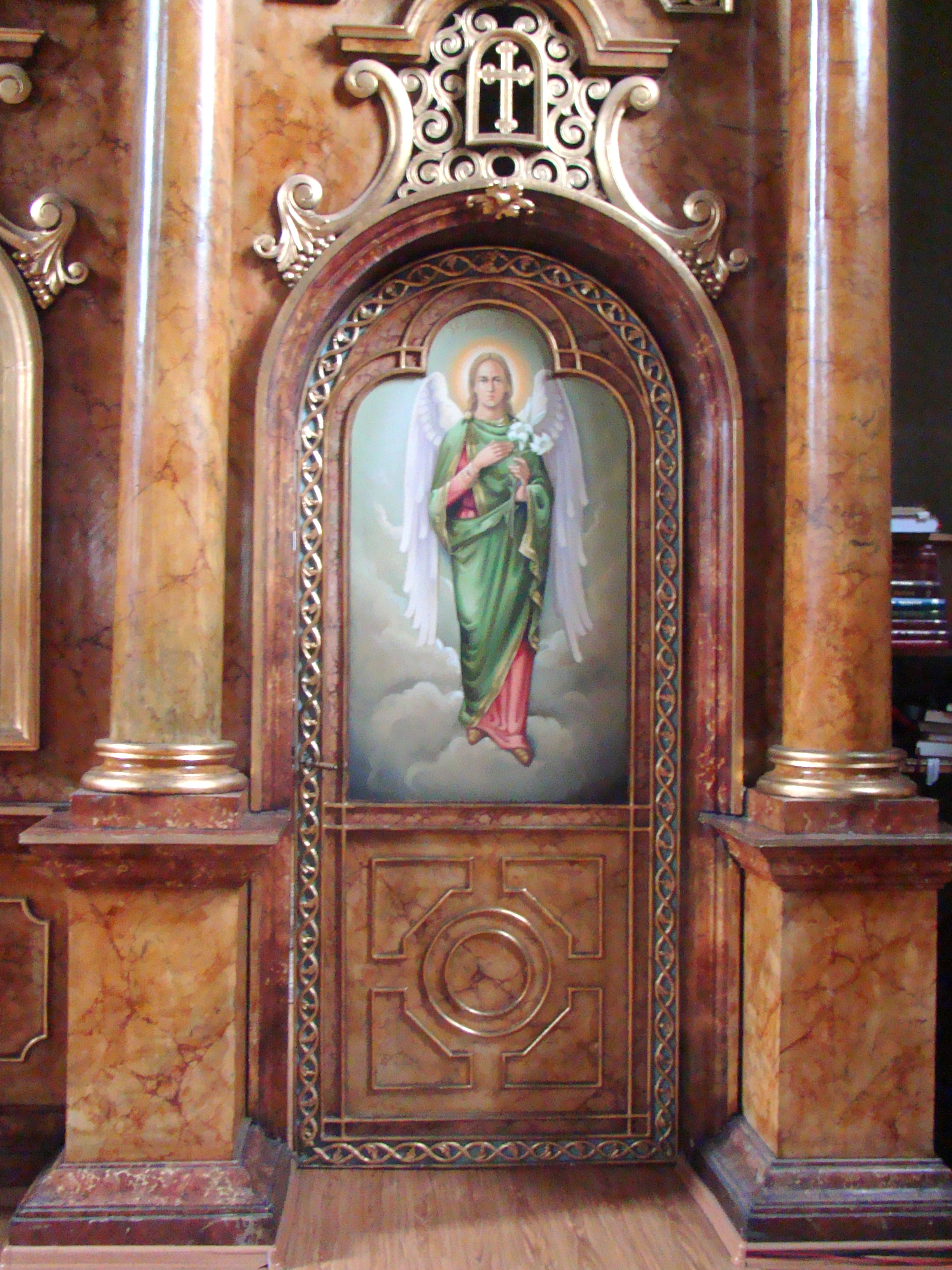
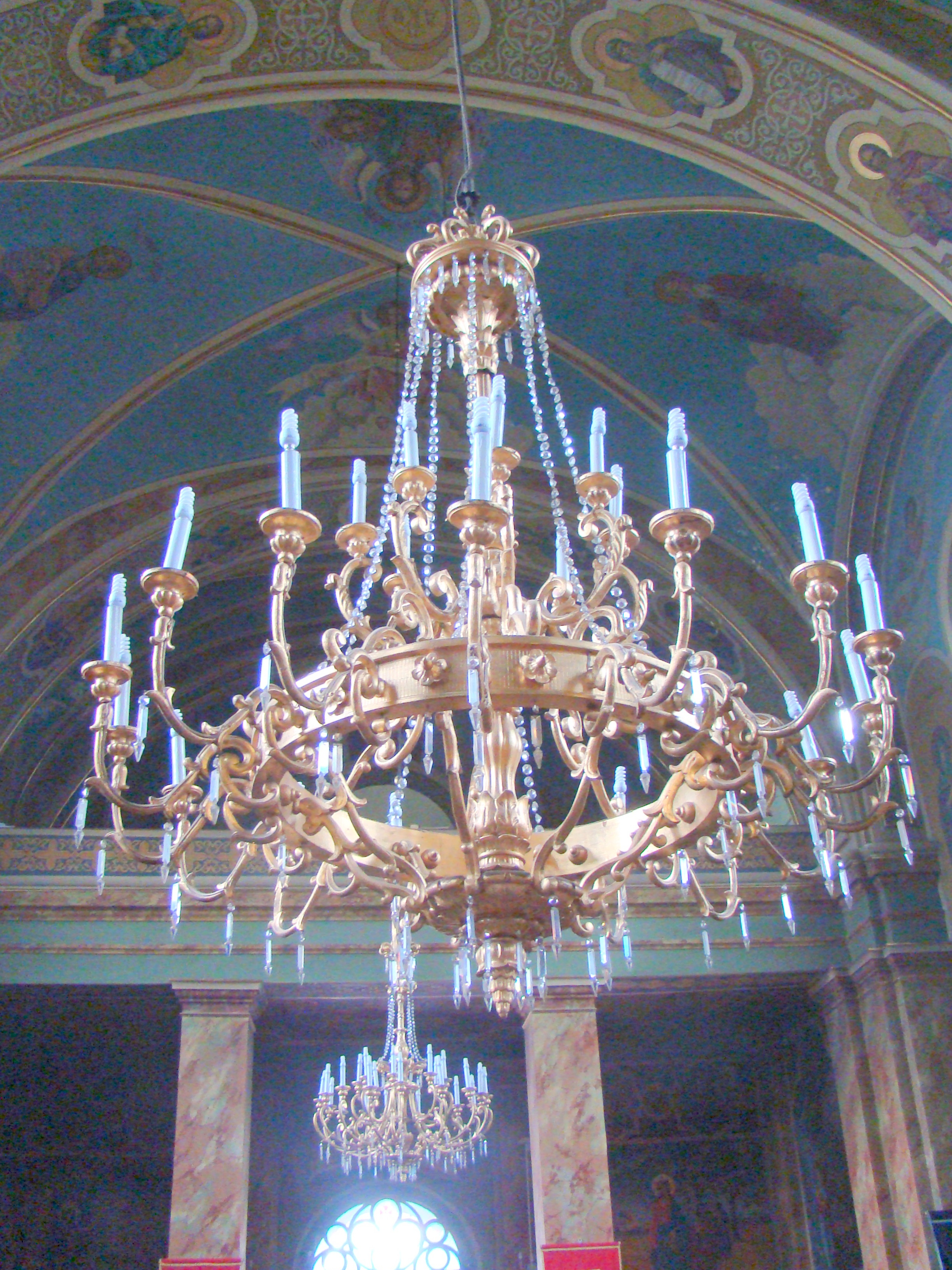
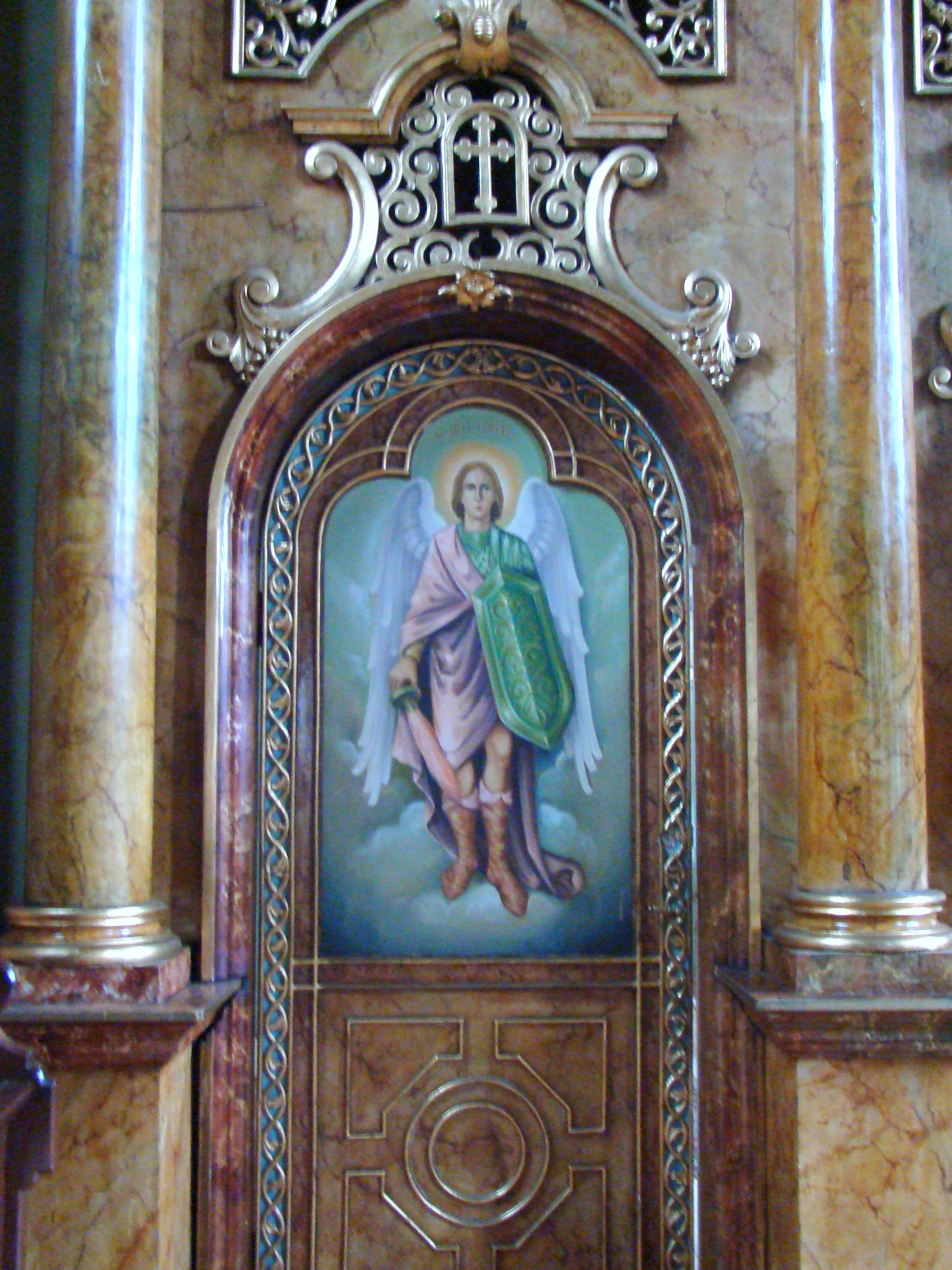
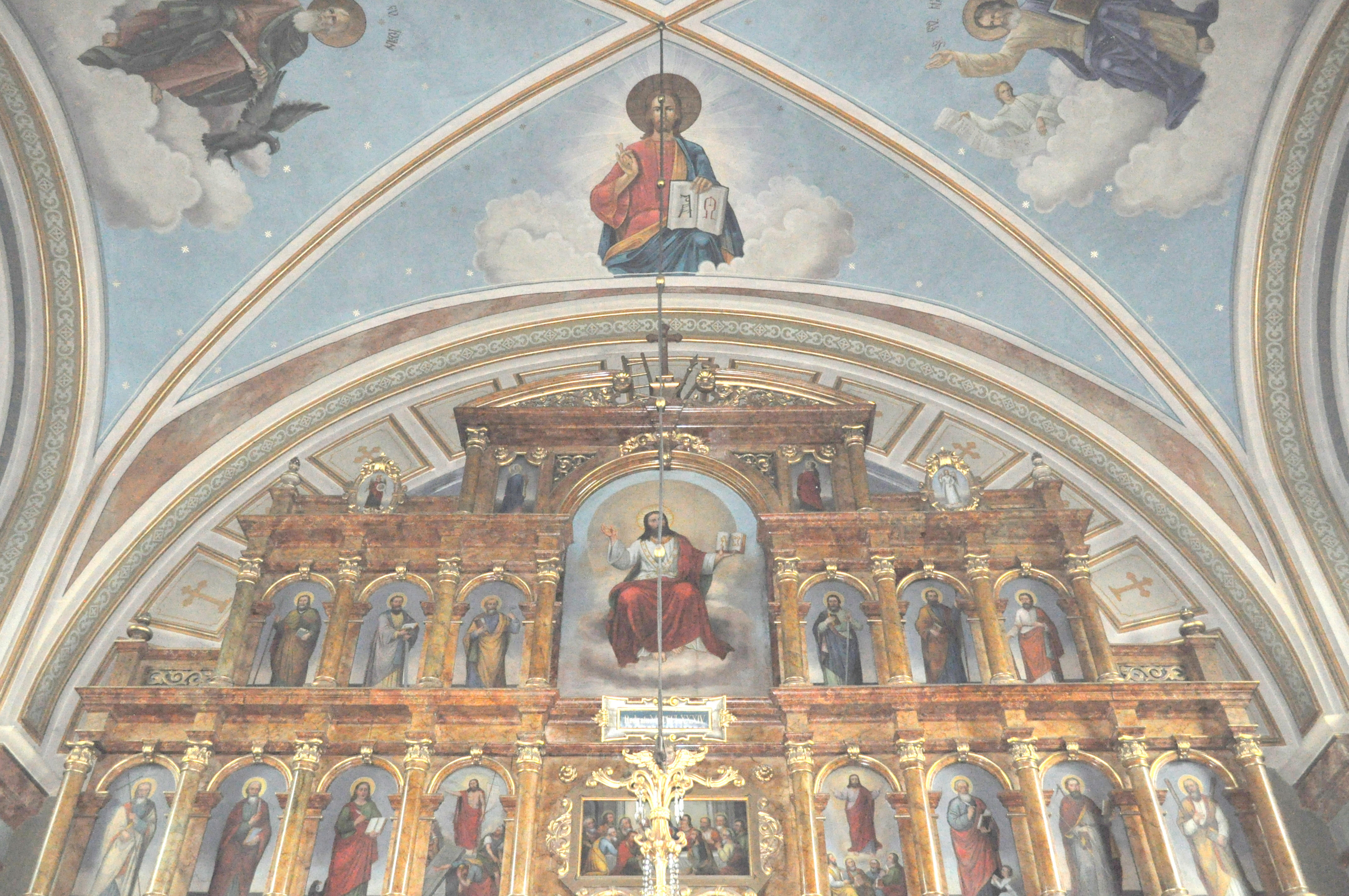
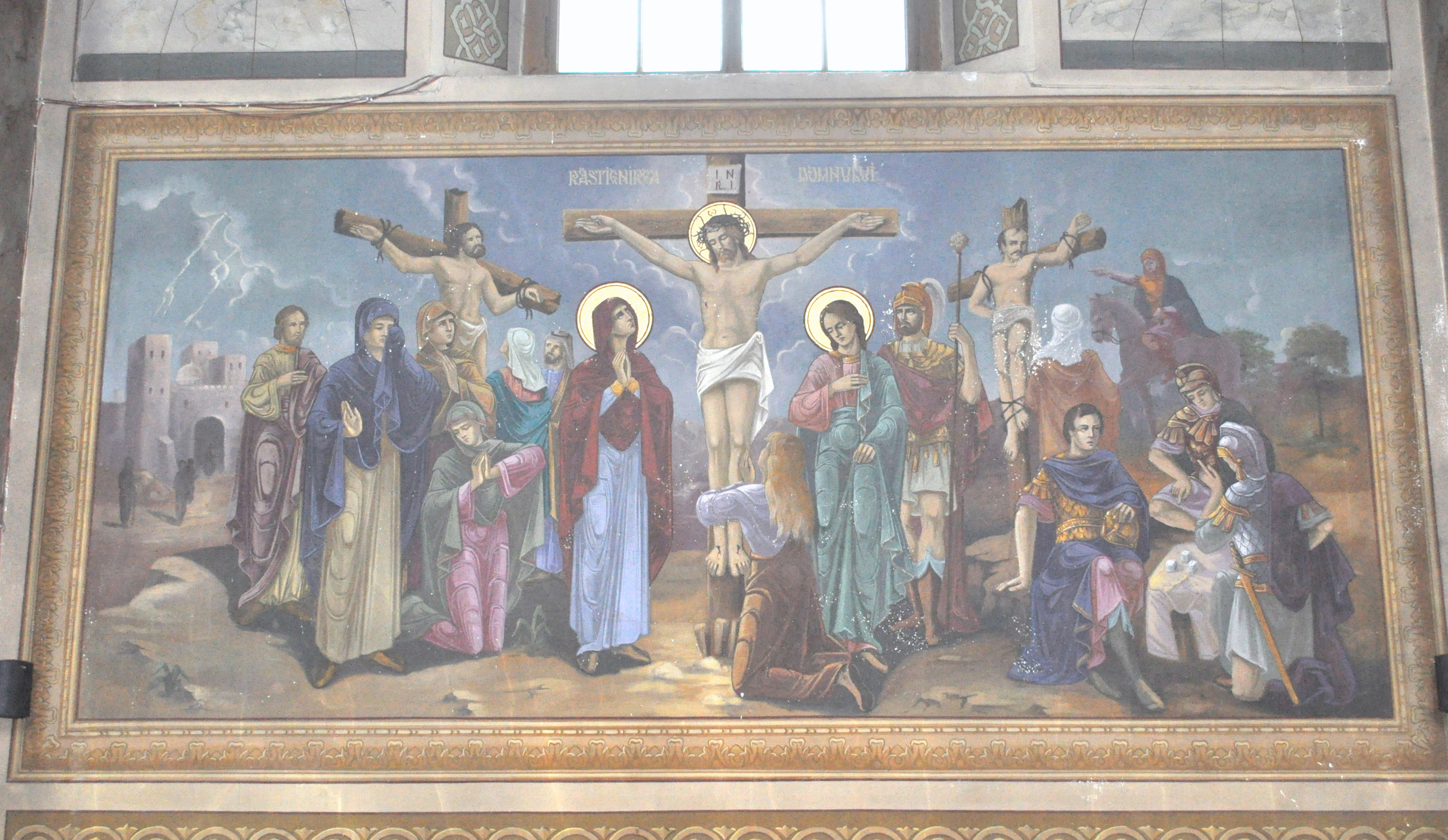
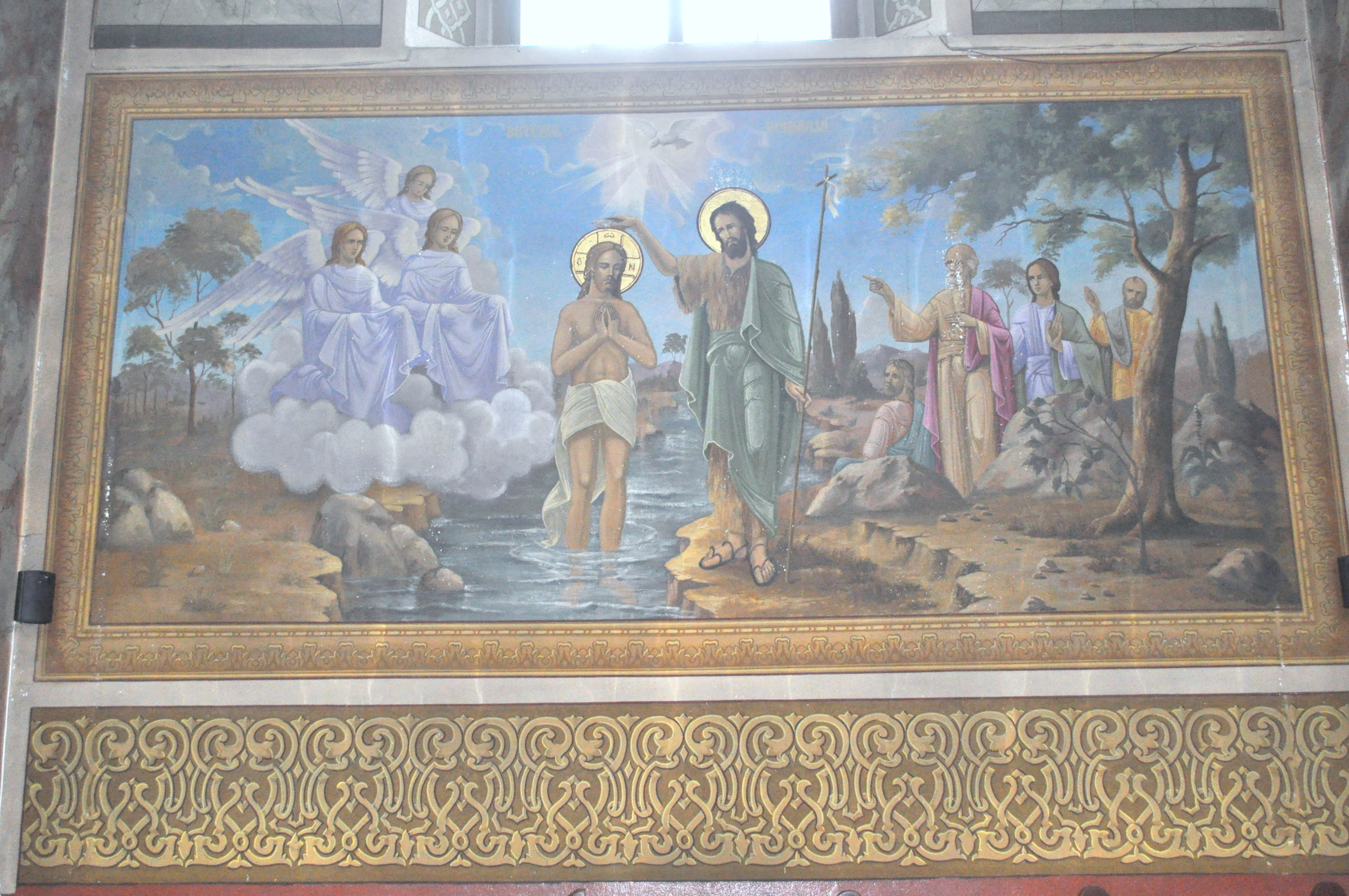
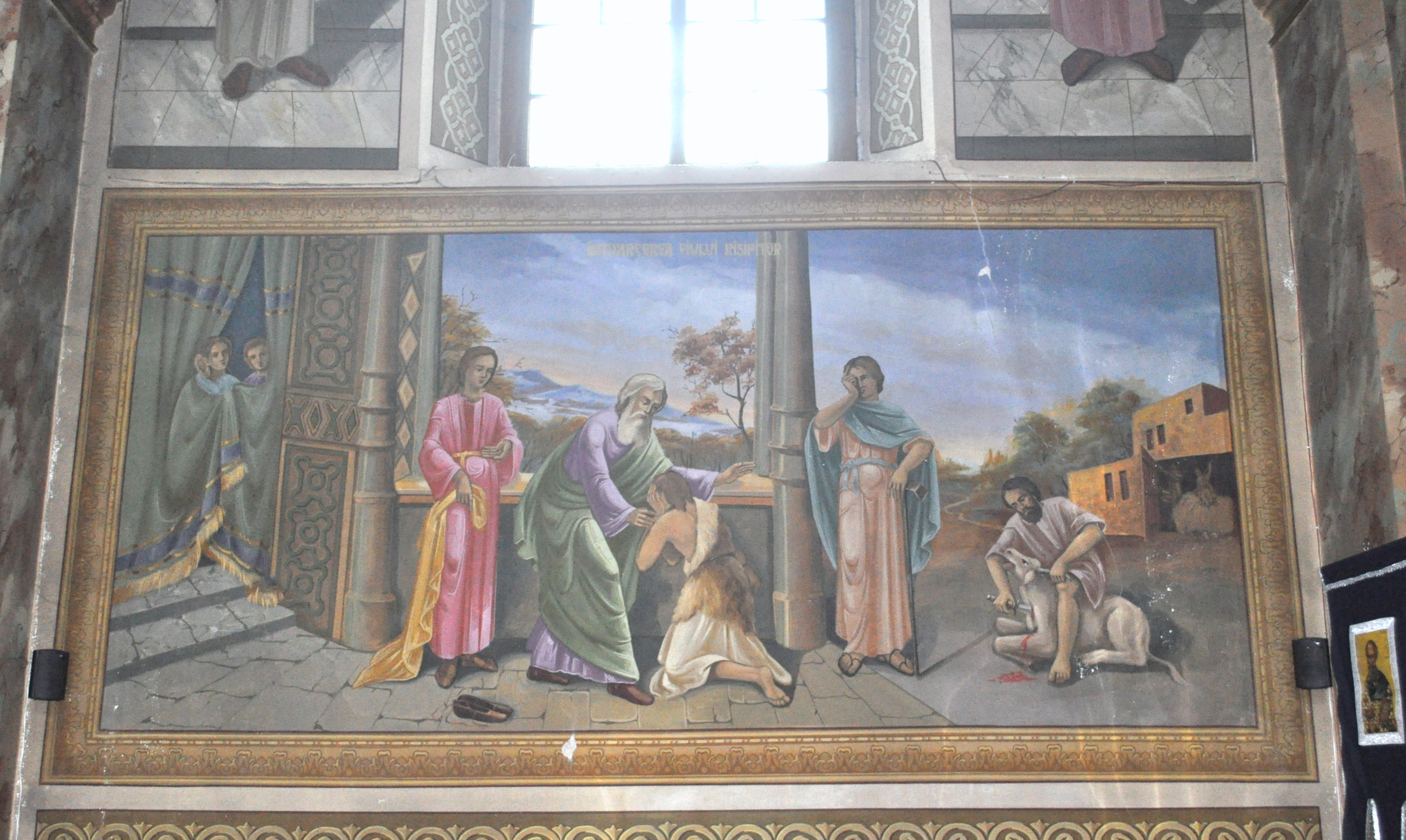
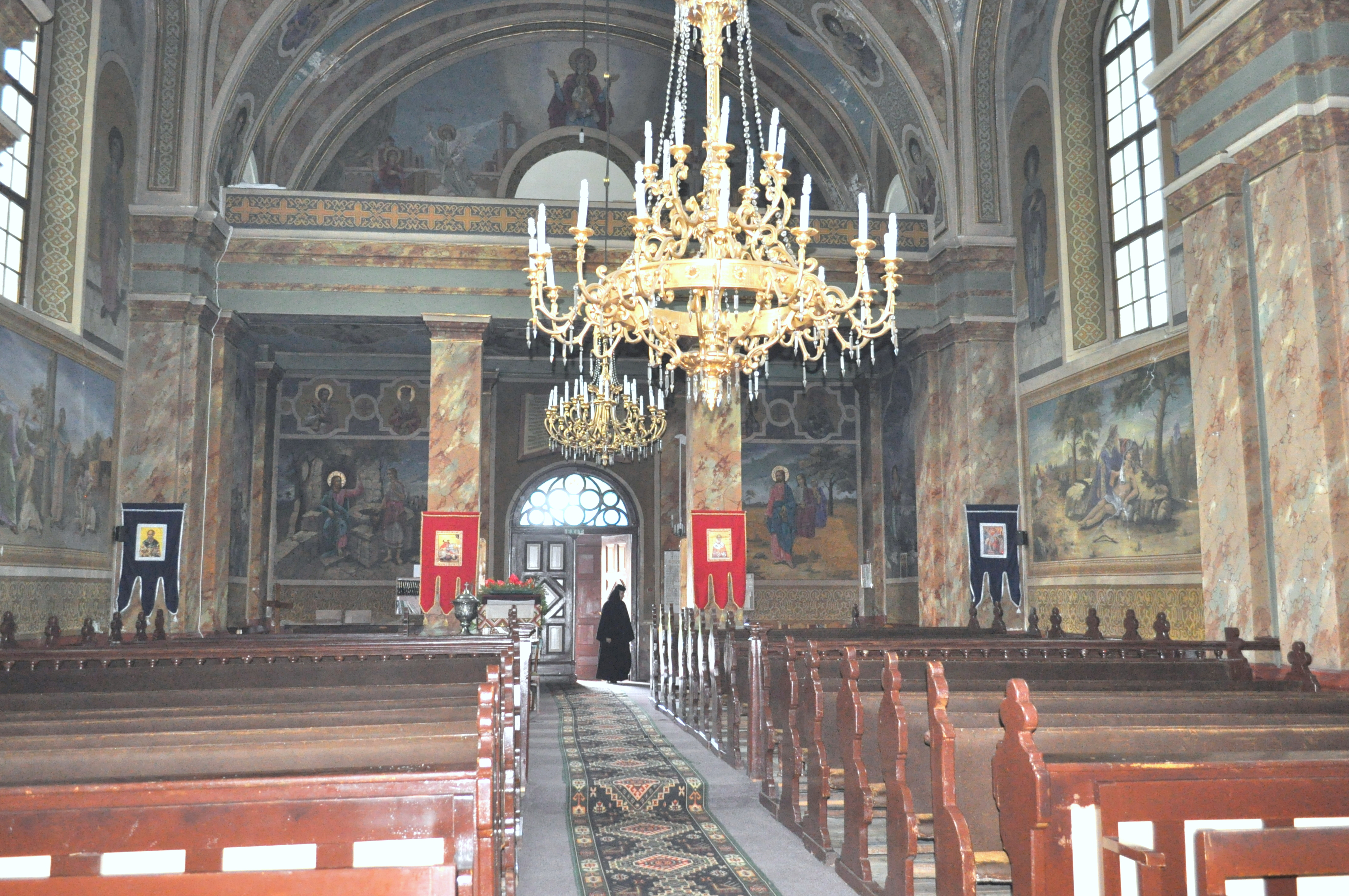
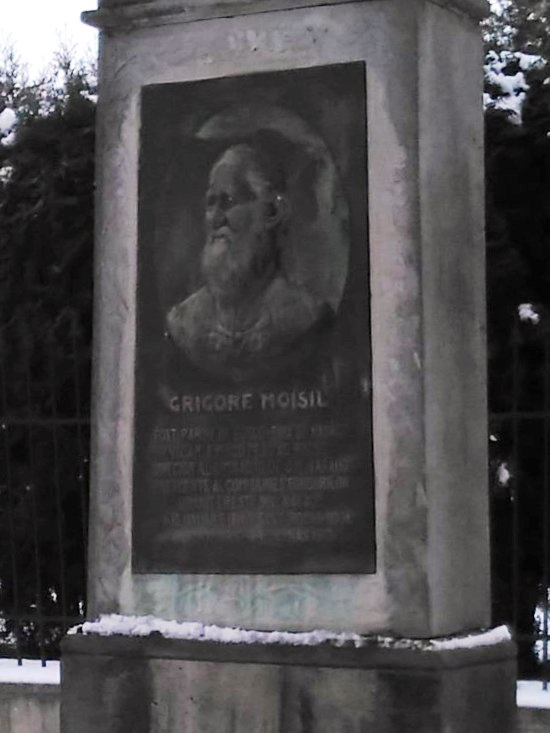
Pr. vicar foraneu Grigore Moisil - placă comemorativă pe monumentul mutat undeva în spatele bisericii